# Lar (Irán)
Lar es una ciudad de la provincia de Fars en la república de Irán. Es la capital del condado de Larestan, según el censo del año 2005, tenía una población de 66.377 habitantes, son Chiitas y Sunitas.

## Historia
En sus orígenes del siglo XVI, se llamó "Lad", fue una importante parada en la ruta que llevaba al Golfo Pérsico.